# Rivière de la Brèche à Manon
Pour les articles homonymes, voir Manon.
La rivière de la Brèche à Manon coule dans la ville de Percé, dans la municipalité de Sainte-Thérèse-de-Gaspé et de Grande-Rivière (Québec), dans la municipalité régionale de comté (MRC) Le Rocher-Percé, dans la région administrative de la Gaspésie-Îles-de-la-Madeleine, au Québec, au Canada.
La rivière de la Brèche à Manon est un affluent de la rive Nord de la Baie des Chaleurs laquelle s'ouvre vers l'Est sur le golfe du Saint-Laurent.

## Géographie
La rivière de la Brèche à Manon prend sa source de ruisseaux de montagne dans la partie Sud de la ville de Percé. Cette source est située à :
- 2,5 km au Sud-Ouest du centre du village de Val-d'Espoir ;
- 5,3 km au Nord-Est du centre du village de Saint-Isidore-de-Gaspé ;
- 10,1 km au Nord du pont de la route 132 enjambant la rivière de la Brèche à Manon, tout près de sa confluence ;
- 11,6 km au Nord-Ouest de la pointe la plus à l'Est du Cap-d'Espoir.

À partir de sa source, la rivière de la Brèche à Manon coule surtout dans la plaine du littoral du golfe du Saint-Laurent, sur 13,2 km répartis selon les segments suivants :
- 1,7 km vers le Sud-Ouest dans la ville de Percé, jusqu'à la confluence d'un ruisseau (venant du Nord-Ouest) ;
- 1,5 km vers le Sud-Ouest, jusqu'à la confluence d'un ruisseau (venant du Nord-Est) ;
- 1,1 km vers le Sud, jusqu'à la limite de la municipalité de Sainte-Thérèse-de-Gaspé ;
- 2,6 km vers le Sud-Ouest, jusqu'à la confluence du ruisseau de la Chute du Trois (venant du Nord) ;
- 1,4 km vers le Sud, en coupant le chemin de Saint-Isidore, jusqu'à la confluence du ruisseau Plat (venant du Nord-Ouest) ;
- 2,4 km vers le Sud, jusqu'à la limite de la municipalité de Grande-Rivière (Québec) ;
- 2,5 km vers le Sud, en traversant en fin de segment sous le pont de la route 132 et le chemin de fer du Canadien National, jusqu'à la confluence de la rivière[2].

La rivière de la Brèche à Manon se déverse sur le littoral Nord de l'Anse du Loup, faisant partie de la Baie-des-Chaleurs laquelle s'ouvre vers l'Est sur le golfe du Saint-Laurent. Cette confluence est située à :
- 3,4 km à l'Est du centre du village de la municipalité de Grande-Rivière (Québec) ;
- 10,3 km à l'Ouest du point du Cap d'Espoir s'avançant le plus vers l'Est dans le golfe du Saint-Laurent ;
- 4,1 km à l'Est de la confluence de La Grande Rivière (Percé).

## Toponymie
Le terme « Manon » constitue un prénom d'origine française.
Le toponyme « rivière de la Brèche à Manon » a été officialisé le 5 décembre 1968 à la Commission de toponymie du Québec.